# Erosaria
Erosaria là một chi ốc biển, cowries, là động vật thân mềm chân bụng sống ở biển trong họ Cypraeidae, họ ốc sứ.

## Các loài
Các loài thuộc chi Erosaria bao gồm:
- Erosaria acicularis (Gmelin, 1791)[2] - the Atlantic yellow cowry
- Erosaria beckii (Gaskoin, 1836)
- Erosaria bellatrix Lorenz, 2009[2]
- Erosaria caputserpentis[2]
- Erosaria cernica (Sowerby, 1870)
- Erosaria citrina (Gray, 1825)
- Erosaria eburnea Barnes, 1924
- Erosaria erosa[2]
- Erosaria gangranosa (Dill.)[2]
- Erosaria helvola (Linnaeus)[2]
- Erosaria lamarckii (Gray, 1825)[2]
- Erosaria macandrewi (Sowerby, 1870)
- Erosaria marginalis Dillwyn[2]
- Erosaria miliaris (Gmelin, 1791)
- Erosaria nebrites Melvill[2]
- Erosaria ocellata (Linnaeus, 1758)

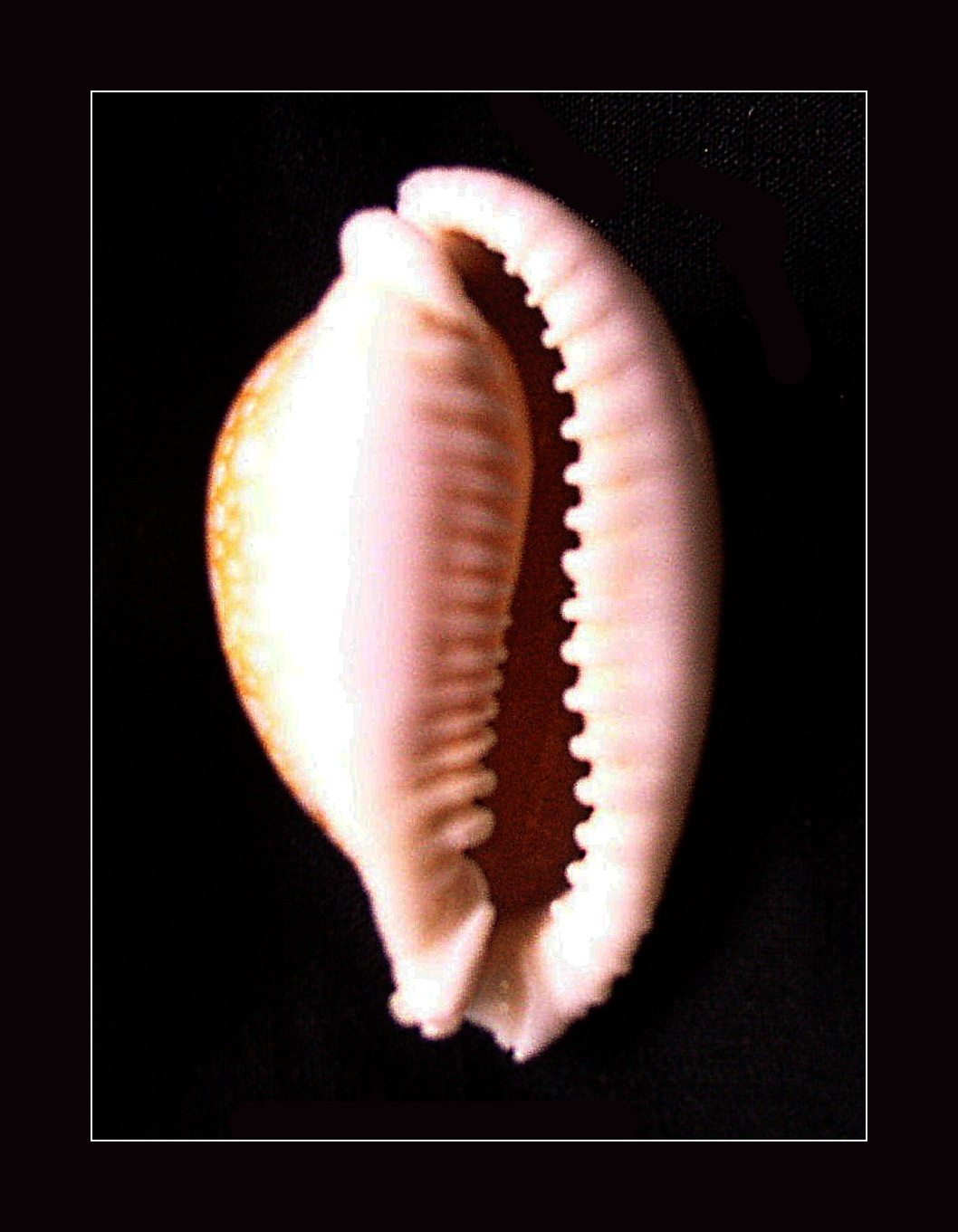
Erosaria miliaris, apertural view

- Erosaria poraria (Linnaeus, 1758)[2]
- Erosaria spurca (Linnaeus, 1758)[2]
- Erosaria thomasi (Crosse, 1865)
- Erosaria turdus (Lamarck, 1810)[2]

## Hình ảnh

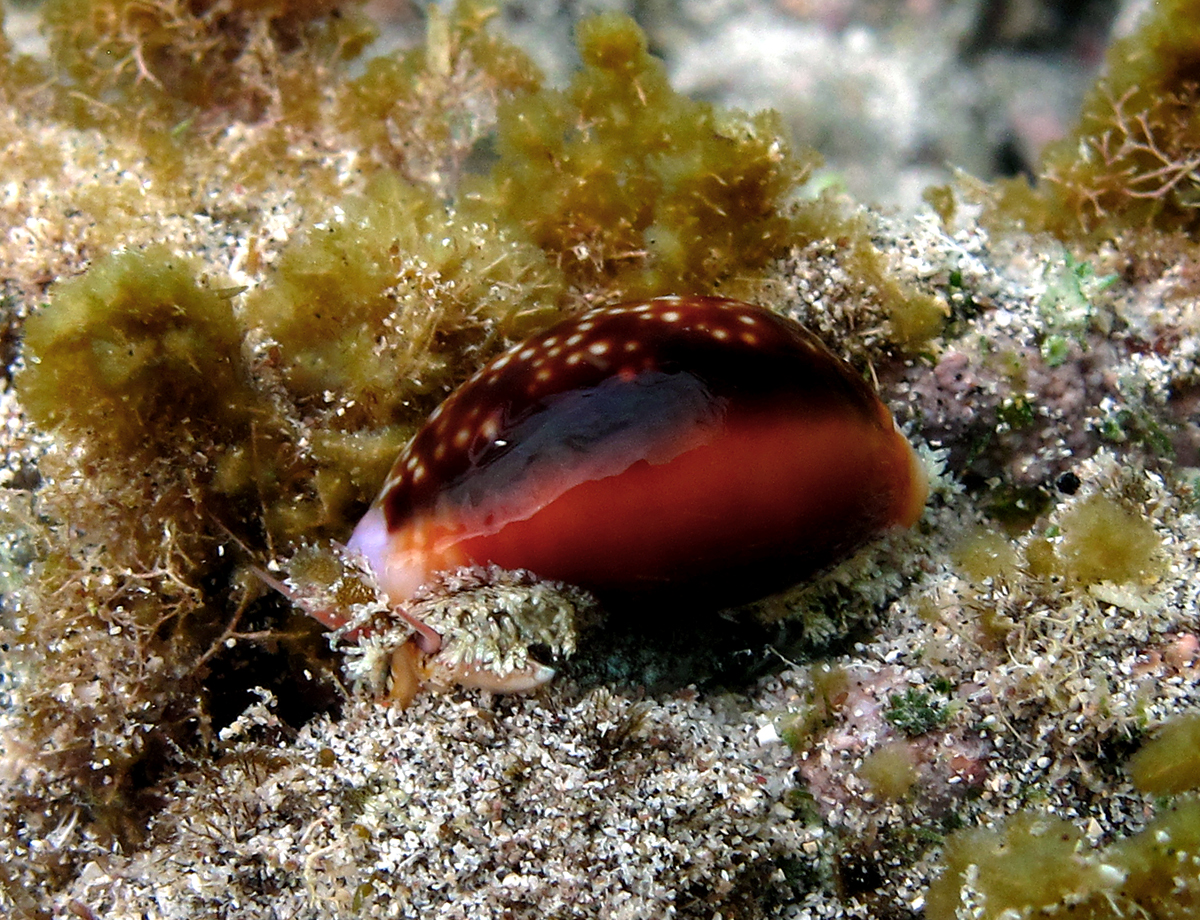
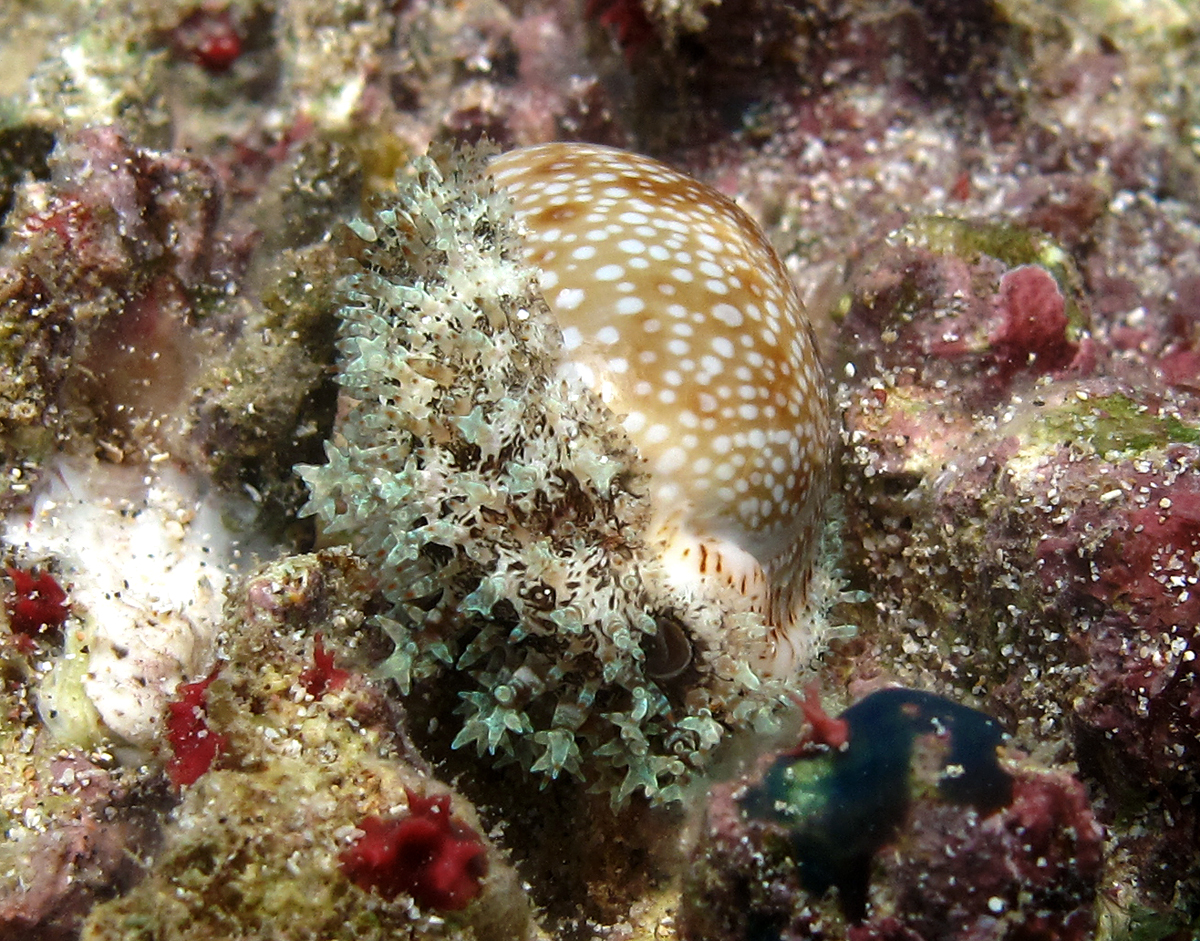
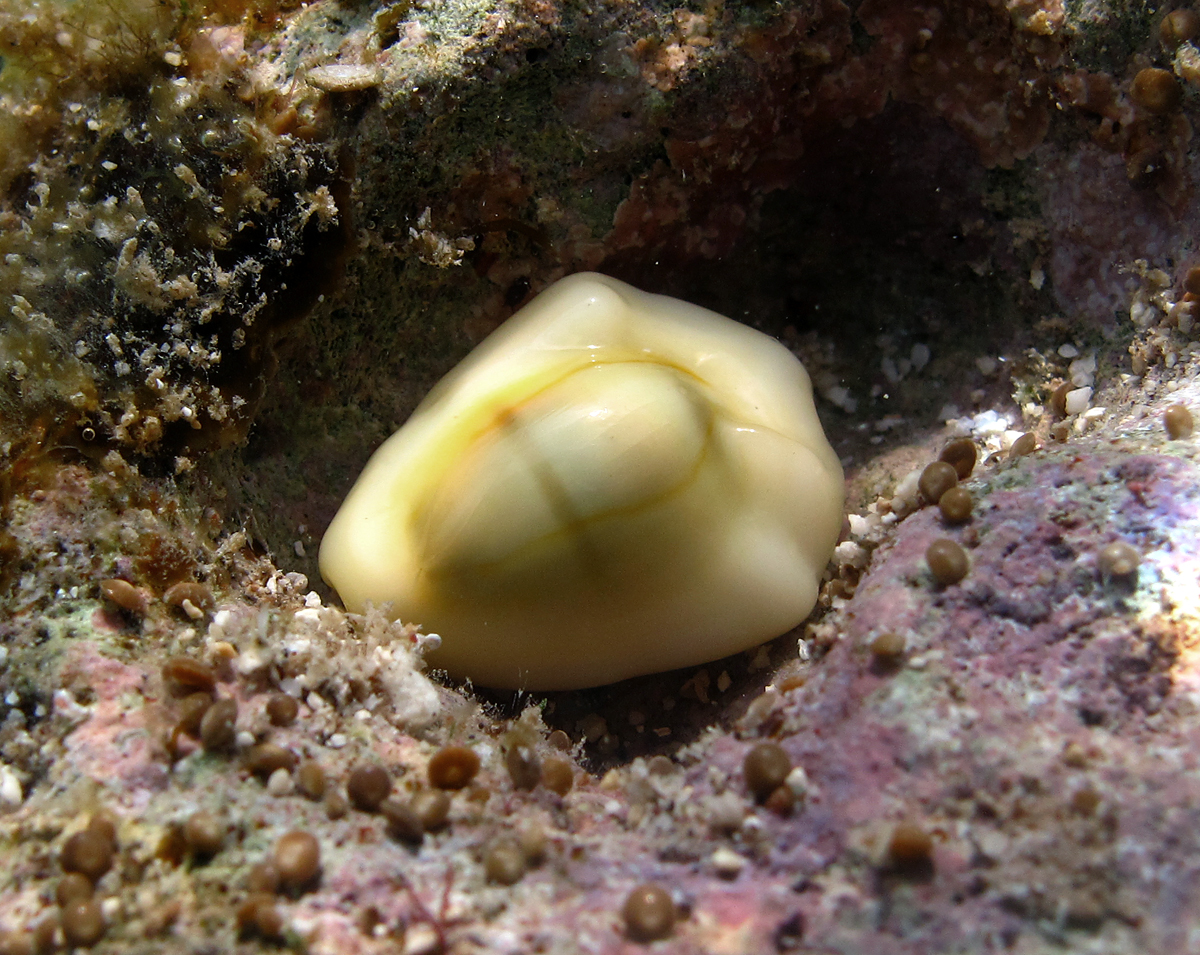